# カリフォルニア星雲
カリフォルニア星雲（NGC 1499）は、ペルセウス座にある散光星雲である。
長時間露光で撮影された写真で見ると、形がアメリカ合衆国のカリフォルニア州によく似ているためにこの名が付けられている。ペルセウス座ξ星のすぐ北に位置するが、表面輝度は非常に低いためにほとんど肉眼では見ることができない。写真に撮影すると赤い星雲の姿を写すことができる。
カリフォルニア星雲はエドワード・エマーソン・バーナードによって1884年に発見された。